# На кея
„На кея“ (на английски: On the Waterfront) е американски игрален филм – криминална драма, излязъл по екраните през 1954 година, режисиран от Елия Казан с участието на Марлон Брандо, Ева Мари Сейнт, Лий Дж. Коб, Карл Молдън и Род Стайгър в главните роли. Сценарият, написан от Бъд Шулбърг, е базиран на поредицата статии от Малкълм Джонсън публикувани в нюйоркския вестник „Сън“.

## Сюжет
Произведението разказва историята на пристанищния работник Тери Малой (Брандо), бивш обещаващ боксьор, който прави опит да се изправи срещу корумпираните ръководители на профсъюзите и пристанищния бизнес.

## В ролите
| Актьор         | Роля          |
| -------------- | ------------- |
| Марлон Брандо  | Тери Малой    |
| Ева Мари Сейнт | Еди Дойл      |
| Лий Джей Коб   | Джони Френдли |
| Карл Молдън    | отец Бари     |
| Род Стайгър    | Чарли Малой   |
| Пат Хенинг     | Кайо Дъгън    |
| Бен Вагнер     | Джоуи Дойл    |
| Фред Гуейн     | Слим          |
| Мартин Болсам  | Джилет        |
| Пат Хингъл     | барман        |

## Награди и номинации
„На кея“ е големия победител на 27-ата церемония по връчване на наградите „Оскар“, където е номиниран за отличието в цели 12 категории, печелейки 8 от тях, включително призовете за най-добър филм и най-добър режисьор за Елия Казан. Филмът донася първия „Оскар“ за най-добра мъжка роля за Марлон Брандо след четири поредни номинации в периода 1952 – 1955 година. Със статуетка е отличена и Ева Мари Сейнт в категорията за най-добра поддържаща роля. Произведението е удостоено и с награди „Златен глобус“ за най-добър филм, режисьор, оператор и актьор в главна роля.
През 1989 година, филмът е в първата група произведения, избрани като културно наследство за опазване в Националния филмов регистър към Библиотеката на Конгреса на САЩ. Авторитетното списание Empire включва филма сред първите 100 в списъка си „500 най-велики филма за всички времена“.